# Louis Stevens
Louis Stevens (* 25. April 1925 in Post (Texas); † 17. Oktober 2009 in Aptos (Kalifornien)) war ein US-amerikanischer Ingenieur bei IBM, Mitentwickler der ersten Festplatte.
Stevens war ab 1943 als Radiotechniker beim US Marine Corps und studierte danach mit einem GI Bill Elektrotechnik an der Texas Tech University und der University of California, Berkeley mit dem Master-Abschluss. Ab 1949 war er bei IBM zuerst in Poughkeepsie in New Jersey und dann ab 1952 in San José (Leitung des Forschungszentrums Reynold B. Johnson). Dort leitete er das Team, das die erste Festplatte entwickelte (IBM 305 RAMAC, 1956). Wesentlich beteiligt waren auch William A. Goddard und John Lynott. 1984 ging er bei IBM in den Ruhestand und lehrte für zehn Jahre Informatik an der Naval Postgraduate School in Monterey (Kalifornien).
Er hielt acht Patente.
2008 wurde er die National Inventors Hall of Fame aufgenommen.